# Parafia Wniebowzięcia Najświętszej Maryi Panny w Cewicach
Parafia Wniebowzięcia Najświętszej Maryi Panny w Cewicach – rzymskokatolicka parafia w Cewicach. Należy do dekanatu łupawskiego diecezji pelplińskiej.
Erygowana w 1975 roku.